# Jarosław Matwiejuk
Jarosław Matwiejuk (* 24. Januar 1968 in Białystok) ist ein polnischer Politiker, Kommunalpolitiker und Jurist. Er war von 2007 bis 2011 Abgeordneter des Sejm in der VI. Wahlperiode.

## Akademischer Werdegang
Matwiejuk studierte Rechtswissenschaften an der Universität Warschau (Filiale in Białystok) und promovierte 1999 an der Universität Białystok. Später habilitierte er sich. Er lehrt als Professor an der juristischen Fakultät der Universität Białystok. Die Schwerpunkte seiner wissenschaftlichen Arbeit liegen bei Verfassungsrecht und Religionsrecht. 2005 war er Prodekan der Fakultät. 2019 wurde er zum Prorektor der Universität Białystok ernannt. 2020 wurde er für weitere vier Jahre in dem Amt bestätigt.

## Politik
In den Jahren 1998 bis 2006 saß Matwiejuk im Stadtrat von Białystok und in den Jahren 2006 und 2007 wurde er Abgeordneter des Sejmik der Woiwodschaft Podlachien. 
In den Parlamentswahlen 2007 wurde er über die Liste der Lewica i Demokraci (Linke und Demokraten – LiD) (als Parteiloser mit Empfehlung des Sojusz Lewicy Demokratycznej (Bund der Demokratischen Linken – SLD)) mit 20.770 Stimmen für den Wahlkreis Białystok in den Sejm gewählt. Er war Mitglied der Sejm-Kommissionen für Verwaltung und Inneres sowie für die Prüfung von Abgeordnetenprojekten zur Änderung der Verfassung. 
Am 22. April 2008 wurde er Mitglied der neu gegründeten Fraktion Lewica.
Bei der Parlamentswahl in Polen 2015 trat Matwiejuk auf der Liste der PSL an, erlangte jedoch kein Mandat.

## Auszeichnungen
- 2001: Goldenes Verdienstkreuz der Republik Polen[4]